# 松本礼二
松本 礼二（まつもと れいじ、1946年3月23日 - ）は、日本の政治学者。早稲田大学教育・総合科学学術院名誉教授。とくにトクヴィルの政治思想の研究で知られる。

## 略歴
東京都杉並区出身。松本慎一の子として生まれ、幼いうちに父を亡くしたため母の元で育てられた。

### 学歴
- 1964年 - 東京都立西高等学校卒業[1]
- 1969年 - 東京大学法学部卒業
- 1971年 - 東京大学大学院法学政治学研究科修士課程修了
- 1972年 - 東京大学大学院法学政治学研究科博士課程退学

### 職歴
- 1972年 - 東京大学社会科学研究所助手
- 1978年 - 立教大学法学部助手
- 1979年 - 筑波大学専任講師
- 1982年 - 早稲田大学専任講師
- 1983年 - 早稲田大学助教授
- 1988年 - 早稲田大学教授
- 2017年 - 早稲田大学教授を退任

## 著書

### 単著
- 『トクヴィル研究――家族・宗教・国家とデモクラシー』（東京大学出版会、1991年）
- 『トクヴィルで考える』（みすず書房、2011年）
- 『知識人の時代と丸山眞男――比較20世紀思想史の試み』（岩波書店、2019年）

### 共著
- （古矢旬・五十嵐武士）『アメリカの社会と政治』（有斐閣、1995年）
- （飯島昇蔵・荻原隆・添谷育志・山田正行・松園伸・藤原保信）『西洋政治思想史〈2〉』（新評論、1996年）
- （川出良枝）『近代国家と近代革命の政治思想』（放送大学教育振興会、1997年）

### 共編著
- （三浦信孝・宇野重規）『トクヴィルとデモクラシーの現在』（東京大学出版会、2009年）
- 丸山眞男 『政治の世界　他十篇』（編注・解説、岩波文庫、2014年）

## 翻訳
- アレクシス・ド・トクヴィル『アメリカにおけるデモクラシー』（岩永健吉郎共訳、研究社出版、1972年、研究社叢書、1983年）、各・抄訳版
  - 『ヨーロッパ人のアメリカ論　トクヴィルほか』（岩永健吉郎共訳、解説本間長世、研究社出版〈アメリカ古典文庫21〉、1976年）にも収録
- アイザイア・バーリン『理想の追求』（福田歓一・田中治男・河合秀和共訳、岩波書店、1992年）
- アレクシス・ド・トクヴィル『アメリカのデモクラシー 第1巻』（岩波文庫（上・下）、2005年）- 各・ワイド版岩波文庫、2015年
- アレクシス・ド・トクヴィル『アメリカのデモクラシー 第2巻』（岩波文庫（上・下）、2008年）

## 家族
- 父の慎一は著述家・政治運動家で、とくに尾崎秀実との親交によって彼の獄中書簡集『愛情はふる星のごとく』を編集したことで知られる。戦後早いうちに若くして死去した。